# Martin Patřičný
Martin Patřičný (* 31. ledna 1955 Praha) je český výtvarník a spisovatel. Jeho současná tvorba zahrnuje především „dřevěné obrazy“ a v menší míře také dřevěné sochy. V minulosti se zabýval i tvorbou uměleckých notových pultů, které vystavil např. v roce 1998 v Obecním domě v Praze. Jeho knižní tvorba se věnuje jak dřevu, v knihách Dřevo krásných stromů a Pracujeme se dřevem, tak volné tvorbě ve sbírkách povídek Jako v nebi, Patřičný nejen dřevo a nejnověji v Patřičné Čítance.
V letech 2008–2011 odvysílala Česká televize dokument Kus dřeva ze stromu, kde Patřičný se svým vnukem, Jiřím, poeticky seznamují diváky s jednotlivými českými stromy, jejich dřevem, zvláštnostmi, použitím. Na scénáři pracoval Patřičný s B. Ludvíkem, který byl zároveň režisérem.

## Životopis
Výtvarník, recitátor, autor knih. Má dva bratry, Pavla a Jana.
Řemeslu – řezbář a soustružník dřeva – se vyučil soukromě u svého strýce.
Prošel několik středních škol a maturoval na gymnáziu. V době totality pracoval v dělnických profesích, skladník, dřevorubec, řidič aj. V prvním manželství se narodila dcera Martina. Od roku 1982 podruhé ženat – děti manželky Miluše – Pavel, Šárka. V roce 1985 se narodil syn Martin.
Od roku 1988 se plně věnuje výtvarné práci se dřevem. Má za sebou řadu výstav v tuzemsku, např. 1993 - Rudolfinum, Praha, 1995 - Lichtenštejnský palác, HAMU, 1998 - Obecní dům a Národní muzeum v Praze, 2002 - Akademie věd. Včetně několika expozic pro veletrh Svět knihy.
V zahraničí vystavoval kromě Evropy - např. v roce 2003 v Haagu a Naardenu, 2006–2007 - Salon des artistes indépendants, Paříž v roce 2008 v Torontu - Library North York Centre, v New Yorku - Queens College Arts centre, 2013. 
Největší výstava Patřičný a hosté – O dřevě Národní zemědělské muzeum Praha.
Za výtvarnou práci získal mj. ocenění v roce 2005 - Médaille bronze za dekorativní umění (Fédération nationale de la culture française).
Od roku 1998 uspořádal přes sto Dřevěných večerů diskusních i hraných s poezií a živou hudbou, řadu z nich v Národním muzeu v Praze.
Byl spoluautorem scénáře a průvodcem 26 díly velkého televizního dokumentu Kus dřeva ze stromu - Nadace Dřevo pro život, režie Bedřich Ludvík, ČT2 2008–2011.

## Tvorba
Patřičného nápadem jsou dřevěné skladby, koláže, mozaiky, které vytváří z různobarevných dřev rozličně povrchově upravených. Ve své tvorbě se inspiruje i suprematismem či informelem.
Martin Patřičný píše z části o dřevu jako takovému - kniha Dřevo krásných stromů nabízí pohled na stromy zvenčí, i zevnitř, ukazuje, jak vypadají jako celek, jaké mají listy, kůru, ale také jejich dřevo v základních řezech i hotové umělecké předměty nebo bytové doplňky. Druhá kniha Pracujeme se dřevem ukazuje a učí základní i pokročilé techniky používané při práci se dřevem a vede čtenáře k porozumění dřevu.

## Dílo

### Výstavy, výběr
2011–2015

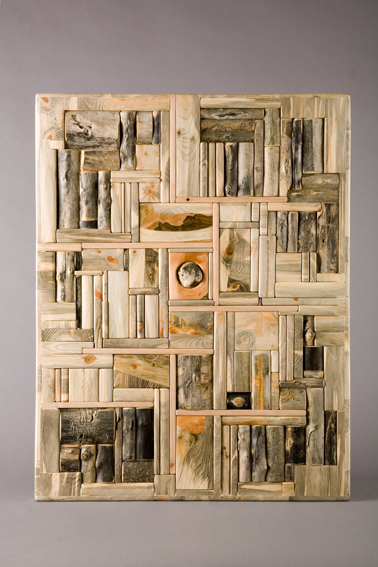
Dřevěná knihovna

- Výstaviště Letňany, ABF, For Arch, For Interior – Všecky krásy dřeva
- Galerie Černý jeřáb, Česká Lípa
- Městské divadlo Mladá Boleslav

- Friendly gestures (účast) - Queens college, Art center New York
- Výstaviště Letňany, ABF, For Arch, For Interior – Dřevo Krásných stromů
- Dřevo krásných stromů, For Arch, Praha
- Poesie dřevem a obrazem (se Zdeňkem Hajným), Svět knihy, Praha
- Jak se dělá kniha – Pivovar Únětice

- Knižní veletrhy Praha, Ostrava, Havlíčkův Brod, Lysá nad Labem
- Muzeum Kralupy nad Vlt.
- Galerie Vyšehrad, Praha

- SP Haus, Milano, Italie
- Zámek Kratochvíle, s I. Řandouvou a O. Fibichem
- Galerie Inspirace a fakulta VŠE, Jindřichův Hradec
- Galerie v kopci, Česká Lípa
- Radnice, Praha 9
- Knižní veletrh Ostrava
- Zámek Borovany, s J. Švadlenkou

2000–2010
- Piešťany, Dům umění, Slovensko – Ve spolupráci s Českým spolkem Trnavského regionu
- Frankfurtský knižní veletrh
- Národní zemědělské muzeum, Praha, Patřičný a hosté – O dřevě

- Komorní výstava v institutu Pyramida, Praha
- Veletrh Svět knihy, Praha
- Komorní výstava v Paláci knih – LUXOR, Václavské náměstí, Praha

- Městské muzeum v Kralupech nad Vltavou
- North York Library Toronto, Kanada

- Nový byt a dům - Dřevostavby, Výstaviště Praha
- Pragointerier NEW DESWIGN, výstaviště Praha
- Galerie Ikaros, Slaný
- Salon des artistes indépendants, Paříž, Espace Champerret, Francie

- Galerie Vyšehrad – Vánoční výstava
- Salon international des petits formats à Paris, Centre culturel Christiane Peugeot

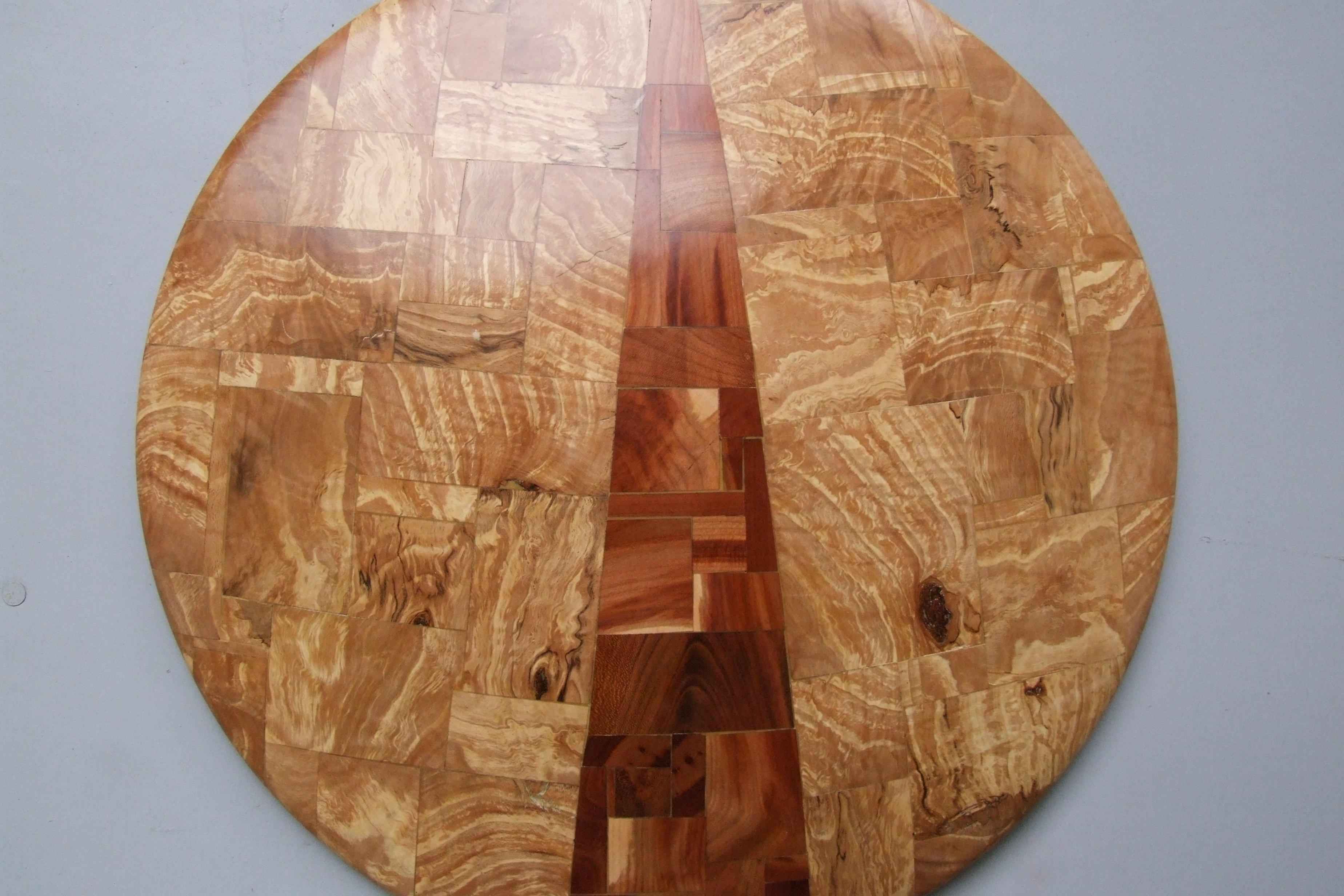
Dřevěný štít buk, švestka

- Kulturní středisko Kralupy nad Vltavou
- Úsměv a vtip ve dřevě – Mníšek pod Brdy
- Templ – Mladá Boleslav
- Salon des artistes indépendants, Paříž, Francie

- Galerie Celebris, Hradec Králové
- Asheim, Mnichov, Německo

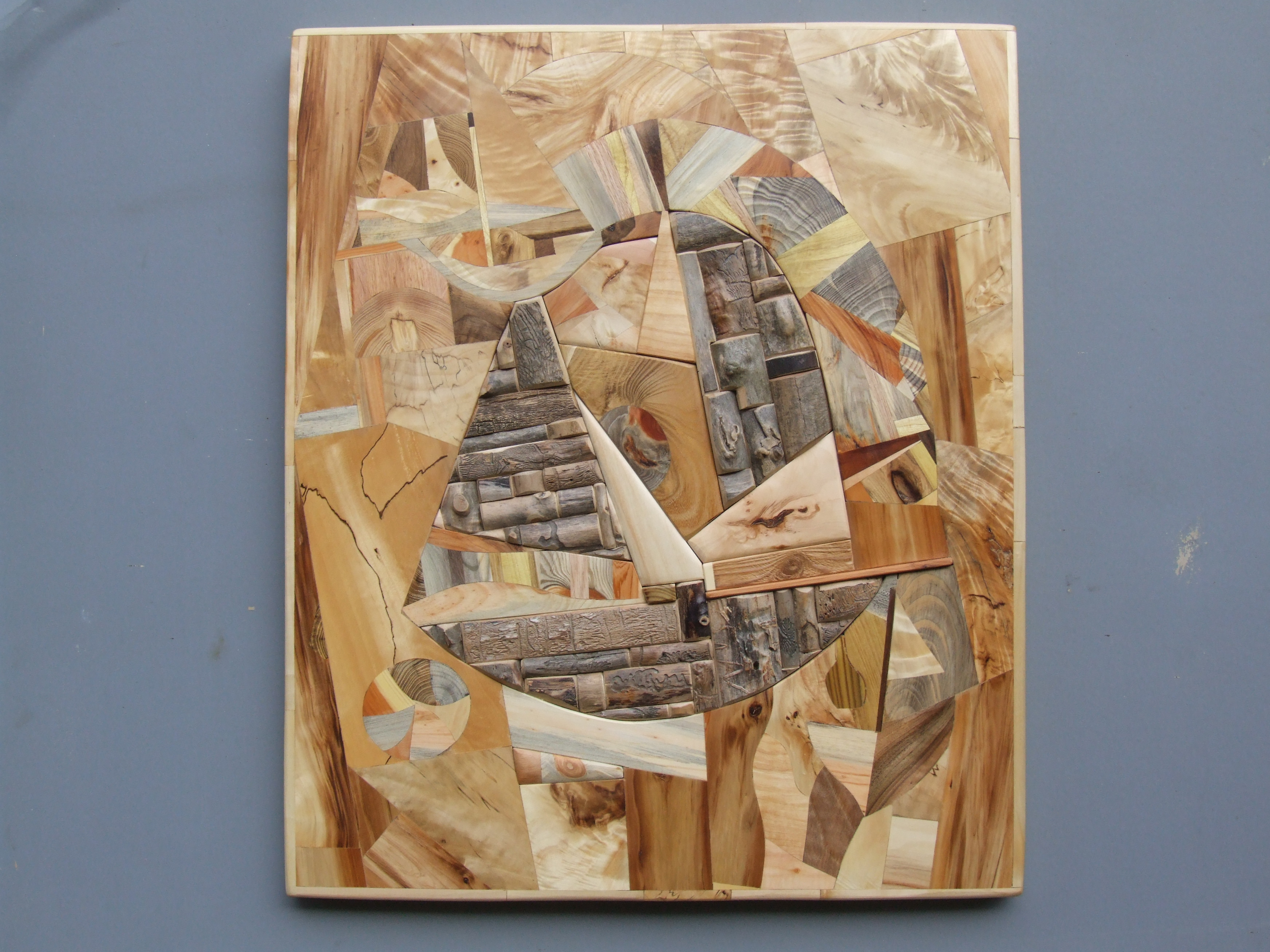
Dobrý vítr II

- Výstava „Obrazy ze dřeva“, Galerie U Prstenu – Praha
- Salon international d'art moderne – Paříž, Versailles

- Veletrh uměleckých řemesel, Mnichov
- Veletrh uměleckých řemesel, Belgie
- Galerie Jan GO – Praha
- Dřevo krásných stromů pro Pragointerier, Výstaviště Praha
- zámek Křtiny, Mendelova univerzita Brno
- Stockholm, Švédsko

- Den stromů, Toulcův dvůr
- Řezbářské symposium, Turnov
- FOR-ARCH, Praha
- Haag – Nadace de Boscant a České centrum
- Naarden – Komenius a Správa českých center

- Dřevěné Vánoce Na Fidlovačce
- Kulturní dům Rumburk
- Pro FOR-ARCH – Dřevo krásných stromů
- Akademie věd ČR, Národní třída, Praha

- Muzeum Kladno
- Muzeum Kralupy nad Vltavou
- Divadlo Na Fidlovačce
- Muzeum Turnov

1990–2000
- Kulturní středisko Rumburk
- Den stromů – Národní muzeum Praha
- Městské divadlo Mariánské Lázně
- Divadlo Na Fidlovačce

- Atelier Vox humana Praha
- Kulturní středisko Kralupy nad Vltavou
- Muzeum Turnov

- Dřevo a hudba, Obecní dům Praha
- Dřevo krásných stromů, Národní muzeum Praha
- Muzeum Turnov

- Zámek Klášterec nad Ohří
- Galerie ve Věži, Mělník
- Muzeum Velvary
- Galerie Ikast, Dánsko

- Lichtenštejnský palác (HAMU)

- Nadace Heinricha Bölla, Ekopavilon Barrandov
- Galerie Bohemica, Hannover-Isernhagen, SRN
- Veletrh hudebních nástrojů, Frankfurt nad Mohanem, SRN

- Lichtenštejnský palác (HAMU)
- Malostranské náměstí, Praha

- Rudolfinum, Praha (Česká filharmonie a galerie Justitz)
- Ekologický ústav, Praha
- Národní památník Terezín

- Galerie U Rotundy, Třinec nad Sázavou
- Museum Slaný
- Gaflenz, Rakousko, Spittelberg, Vídeň
- Síň uměleckých řemesel, Praha
- Štrasburk, Forum d'Alsace, Francie

- Strakonice
- Československá všeobecná výstava, Praha (Dobrá vůle výtvarníků)

- Galerie ÚBOK, Na Příkopech, Praha
- Galerie Albatros, Praha

1983
- Kralupy nad Vltavou

1981
- Praha-Litochleby

### Literární dílo
- Patřičná Čítanka, Jonathan Livingston 2014
- Všecky krásy dřeva, Grada 2014
- Kus dřeva ze stromu poznání, Edice ČT, 2011 – kniha vznikla k seriálu Kus dřeva ze stromu, vysílanému na ČT a TV Noe; spoluautorem knihy je Bedřich Ludvík
- Patřičný. Monografie, ISMC Bohemia, 2009, úvod – prof. Jan Royt, Editorka – A. Maurer, Hlavní fotografové – J. Pohribný, V. Svoboda, J. Šilar, Grafika – Studio Hozák
- Dřevo krásných stromů, Grada 2005
- Pracujeme se dřevem, Grada 1998
- Patřičný (nejen) dřevo, Ivo Železný 1999
- Jako v nebi, Krigl 2012
- Velká kniha o dřevě, Fortuna Libri 2016
- Pracujeme se dřevem, Grada, 5. vydání 2017
- Tajemství dřeva, ISMC Bohemia, 2018, Grafika -M. Patřičný, J. Náprstek, foto a koláže autor.
- Velká kniha o dřevě, Nové vydání, Euromedia group. 2019, Foto autor
- Akord a jiskry, Brána 2021[4]